# Talzy

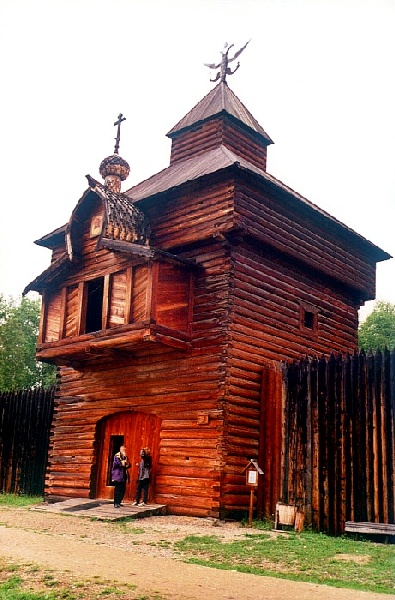
Ilimsker Ostrog (Holzfestung von 1667), der vor der Stauung der Angara nach Talzy verlegt wurde

Das Freilichtmuseum Talzy zum alten Sibirien (vollständige Bezeichnung russisch Архитектурно–этнографический музей Тальцы; Architektur-ethnographisches Museum Talzy) liegt auf halber Strecke zwischen Irkutsk und dem kleinen Ort Listwjanka am Ausfluss der Angara aus dem Baikalsee, bei Kilometer 47 der Straße Irkutsk–Listwjanka.
Das Museum wurde durch den Historiker W. Swinin und die Moskauer Architektin G. Oranskaja 1966 auf einem Hügel über dem Irkutsker Stausee gegründet, um historische Baudenkmäler des 17. bis 19. Jahrhunderts aus der Oblast Irkutsk zusammenzutragen.
36 alte Bauten wurden hier wiedererrichtet: ein Ewenken-Lager, burjatische Jurten, Bauernhäuser, Kirchen und ein Teil einer von den russischen Sibirien-Eroberern Ostrog genannten Holzfestung. Dieser Ostrog stand ab 1630 in Ilimsk, etwa 500 Kilometer nördlich des heutigen Irkutsk. Mit der Zeit wurde diese Festung mit ihren acht Türmen zum regionalen Zentrum. Der Spasski-Torturm des Ilimsker Ostrogs steht heute in Talzy, weil Ilimsk durch den Ust-Ilimsker Stausee überflutet wurde.  Neben dem Festungsfragment stehen eine aus dem 17. Jahrhundert stammende Kapelle, ebenfalls aus Ilimsk, sowie eine Kirchenschule aus dem 19. Jahrhundert.
Daneben ist das Museum Leben, Gebräuchen und Traditionen in der Kultur der Bewohner Transbaikaliens – Russen, Burjaten und Ewenken – im 19. und 20. Jahrhundert gewidmet.

## Fotogalerie
|  |  |  |  |